# 威立籃球隊
威立籃球隊（Regal Basketball Team），是一支香港已解散的籃球隊，為香港史上首支嬴得亞洲冠軍球會盃冠軍的球隊，同年更獲選香港最佳運動隊伍，於1998年宣布退出。

## 球隊歷史
威立在1992年加盟本地籃球聯賽，短短6年就贏得4屆香港甲一聯賽冠軍及高級組銀牌冠軍，同時亦獲主席盃6連冠，贏盡本地籃壇的各項冠軍。威立最光輝是在1997年以甲一聯賽冠軍身份代表香港到印尼參加亞洲冠軍球會盃，當時隨隊採訪的記者只有3人，威立靠著齊心與鬥志在不被看好情況下擊敗伊朗、日本、韓國等勁旅，由小組出線四強，最終代表香港奪得亞洲冠軍球會盃冠軍，當時威立教練之一鄭偉明教練也順勢奪得當屆比賽的最佳教練，同年更獲選香港最佳運動隊伍，堪稱本地籃球的黃金年代。翌屆威立為了尋求衛冕而再次參與亞洲冠軍球會盃，同樣殺入決賽，可惜最終未能衛冕。然而1997回歸後香港經濟倒退，多支商業大軍計劃退出籃壇，威立亦於1998年宣布退出

## 球會錦標
- 香港男子甲一組籃球聯賽冠軍
- 高級組銀牌冠軍
- 香港主席盃冠軍
- 亞洲冠軍球會盃冠軍
- 亞洲冠軍球會盃亞軍
- 香港最佳運動隊伍

## 球會教練團及職員名單
| 球會總教練： | 鄭偉明、 張泰榮 |

## 外部連接
Regal (HKG) vs Kia (KOR) | 1997 | ABC Champions Cup Final 8th亞洲籃球聯合會冠軍盃決賽威立(香港) vs起亞(南韓)
https://www.youtube.com/watch?v=Lu4mpoQEtwA
Regal (HKG) vs Isuzu (JAP) | 1997 | ABC Champions Cup Semi Final 8th亞洲籃球聯合會冠軍盃準決賽威立(香港) vs鈴木(日本)
https://www.youtube.com/watch?v=0-Ipic2rgWA&t